# Liste von Persönlichkeiten der Stadt Ballenstedt
Die Liste von Persönlichkeiten der Stadt Ballenstedt enthält Personen, die in der Geschichte der sachsen-anhaltischen Stadt Ballenstedt im Landkreis Harz eine nachhaltige Rolle gespielt haben. Es handelt sich dabei um Persönlichkeiten, die Ehrenbürger der Stadt gewesen, in der Stadt Ballenstedt und den heutigen Ortsteilen geboren oder gestorben sind oder hier gewirkt haben.
Für die Persönlichkeiten aus den in die Stadt Ballenstedt eingemeindeten Ortschaften siehe auch die entsprechenden Ortsartikel.

## Ehrenbürger
- Sieskind Sieskind (1833–1925), jüdischer Großkaufmann[1]
- Rudolf Möller (1928–2008), Bürgermeister der Partnerstadt Kronberg im Taunus, 1990 zum Ehrenbürger ernannt[2]

## Söhne und Töchter der Stadt
- Uta von Ballenstedt (um 1000–vor 1046), Stifterin des Naumburger Doms
- Johann Arndt (1555–1621), Theologe
- Gottlieb Fiedler (ca. 1660–1705), Kammerschreiber, Opernlibrettist und Übersetzer
- Wilhelm Ernst Starke (1692–1764), reformierter Theologe, Philologe und Kirchenlieddichter
- Ernst Julius Marx (1728–1799), Orgelbauer
- Pauline zur Lippe (1769–1820), Regentin des Fürstentums Lippe
- Caroline Bardua (1781–1864), Malerin
- Franz Junot (1785–1846), Berghauptmann und Schwiegersohn Schillers
- Wilhelmine Bardua (1798–1865), Schriftstellerin, Dichterin, Sängerin, Gesangspädagogin, Dramaturgin und Salonnière
- Luise von Anhalt-Bernburg (1799–1882), Prinzessin von Preußen
- Jakob Herz Sieskind (1800–1861), Großkaufmann, Stadtrat und Hofagent im Fürstentum Anhalt-Bernburg
- Christian Friedrich Gille (1805–1899), Maler, Zeichner und Kupferstecher
- Adolf Zeising (1810–1876), Autor und Gelehrter
- Ludwig von Salmuth (1821–1903), preußischer General der Kavallerie
- Carl Jordan (1826–1907), Maler
- August Reinhard (1831–1912), Komponist, Verfasser einer Harmoniumschule
- Sieskind Sieskind (1833–1925), Bankier und Philanthrop, Ehrenbürger von Ballenstedt
- Maximilian Curtze (1837–1903), Gymnasiallehrer, Mathematikhistoriker, Übersetzer und Editor
- Gustav Strube (1867–1953), Komponist
- Wilhelm von Krosigk (1871–1953), Kapitän zur See der Kaiserlichen Marine, Kommandant des Großlinienschiffes Posen, Konteradmiral
- Hermann Wiehle (1884–1966) Lehrer und Arachnologe
- Wilhelm Thiele (1897–1990), Politiker (NSDAP)
- Marie Auguste von Anhalt (1898–1983), Prinzessin
- Hans Butzmann (1903–1982), Bibliothekar, Germanist und Handschriftengelehrter
- Friedrich Bloch (1904–1996), Oberbürgermeister der Stadt Gera von 1945 bis 1948
- Joachim Illmer (1909–unbekannt), Jurist
- Richard Schuhmann (1938–2022), ehemaliger Politiker (SPD), MdB
- Hilmar Brinkmann (1939–1965), Todesopfer an der innerdeutschen Grenze, geboren im heutigen Ortsteil Rieder
- Eduard Prinz von Anhalt (* 1941), seit 1963 Chef des Hauses Anhalt-Askanien
- Justus Pfaue (1942–2014), Schriftsteller und Drehbuchautor
- Heidelore Böcker (1943–2019), Mediävistin und Hansehistorikerin
- Peter Struck (1943–2012), Philosoph, Autor und Lyriker
- Ernst Ulrich Scheffler (* 1944), Architekt
- Rainald Steck (* 1945), Diplomat
- Eckhard Lesse (* 1948), Langstreckenläufer
- Gerhard Müller (* 1954), ehemaliger Eishockeyspieler und Schiedsrichter
- Volker Schimpff (* 1954), Politiker (CDU)
- Evelyn Aissá Maadaoui (* 1957), Verwaltungsangestellte, Bibliothekarin und Schriftstellerin
- André Anders (* 1961), Professor für Angewandte Physik, Direktor eines Leibniz-Instituts
- Martin Hoff (1965–2016), Kapellmeister
- Josepha Bock (* 2000), Volleyballspielerin

## Persönlichkeiten, die mit der Stadt in Verbindung stehen
- Albrecht der Bär (1100–1170), Graf von Ballenstedt, seit 1157 Markgraf von Brandenburg, beigesetzt in Ballenstedt
- Bernhard III. (1140–1212), Herzog von Sachsen, beigesetzt in Ballenstedt
- Johann Zechendorf (1580–1662), deutscher Philologe und Pädagoge
- Christoph Georg Ludwig Meister (1738–1811), Prediger und Schulrektor in Ballenstedt
- Johann Caspar Häfeli (1754–1811), Prediger, verstarb in Ballenstedt
- Johann Gottfried Keßler (1754–1830) begründete ab 1783 auf Schloss Bernburg die Anhalt bernburgische Provinzial Sammlung einiger Foßilien
- Karl Christian Kehrer (1755–1833), Porträt-, Landschafts- und Historienmaler; ab 1778 fürstlich anhaltischer Hofmaler; starb in Ballenstedt.
- Carl Christian Agthe (1762–1797), Komponist und Hofkapellmeister, wirkte und starb in Ballenstedt
- Gotthelf Wilhelm Christoph Starke (1762–1830), evangelischer Theologe und Pädagoge
- Just Friedrich von Seelhorst (1770–1857), Hofmarschall in Ballenstedt
- August von Krohn (1781–1856), Generalmajor und Kriegsminister
- Eduard Nehse (1794–nach 1855), Naturforscher und Gastwirt. 1852 Initiator des Ballenstedter Musikfestes mit Franz Liszt.
- Wilhelm von Kügelgen (1802–1867), Maler und Literat, gewirkt und gestorben in Ballenstedt
- Werner VIII. von Alvensleben (1802–1877), preußischer Generalleutnant, beigesetzt in Ballenstedt
- Gustav von Alvensleben (1803–1881), preuß. General der Infanterie, beigesetzt in Ballenstedt
- Constantin von Alvensleben (1809–1892), preuß. General der Infanterie, beigesetzt in Ballenstedt
- Friedrich Winfried Schubart (1847–1918), Hofprediger in Ballenstedt, Glockenkundler und Heimatforscher
- Friedrich von Scholtz (1851–1927), General im Ersten Weltkrieg, gestorben und beigesetzt in Ballenstedt
- Hans Bartsch von Sigsfeld (1861–1902), Erfinder und Luftschiffer, beigesetzt in Ballenstedt
- Emil Baumecker (1866–1947), Pfarrer und Abgeordneter im Landtag des Freistaates Anhalt, verbrachte viele Jahre seiner Kindheit und Jugend sowie seinen Lebensabend in Ballenstedt
- Wilhelm Vöge (1868–1952), Kunsthistoriker, lebte seit 1917 in Ballenstedt
- Max Kowalski (1882–1956), Komponist, Sänger und Rechtsanwalt, verbrachte Kindheit in Ballenstedt
- Fritz Klocke (1898–1978), Lehrer, Volkskundler und Heimatforscher in Ballenstedt
- Franz Bulitta (1900–1974), Geistlicher Rat und Pfarrer war Geistlicher in Ballenstedt
- Marco Gebhardt (* 1972), Fußballspieler, aufgewachsen in Ballenstedt
- Anna Kaleri (* 1974), Autorin, aufgewachsen in Ballenstedt